# Tamás Meszerics

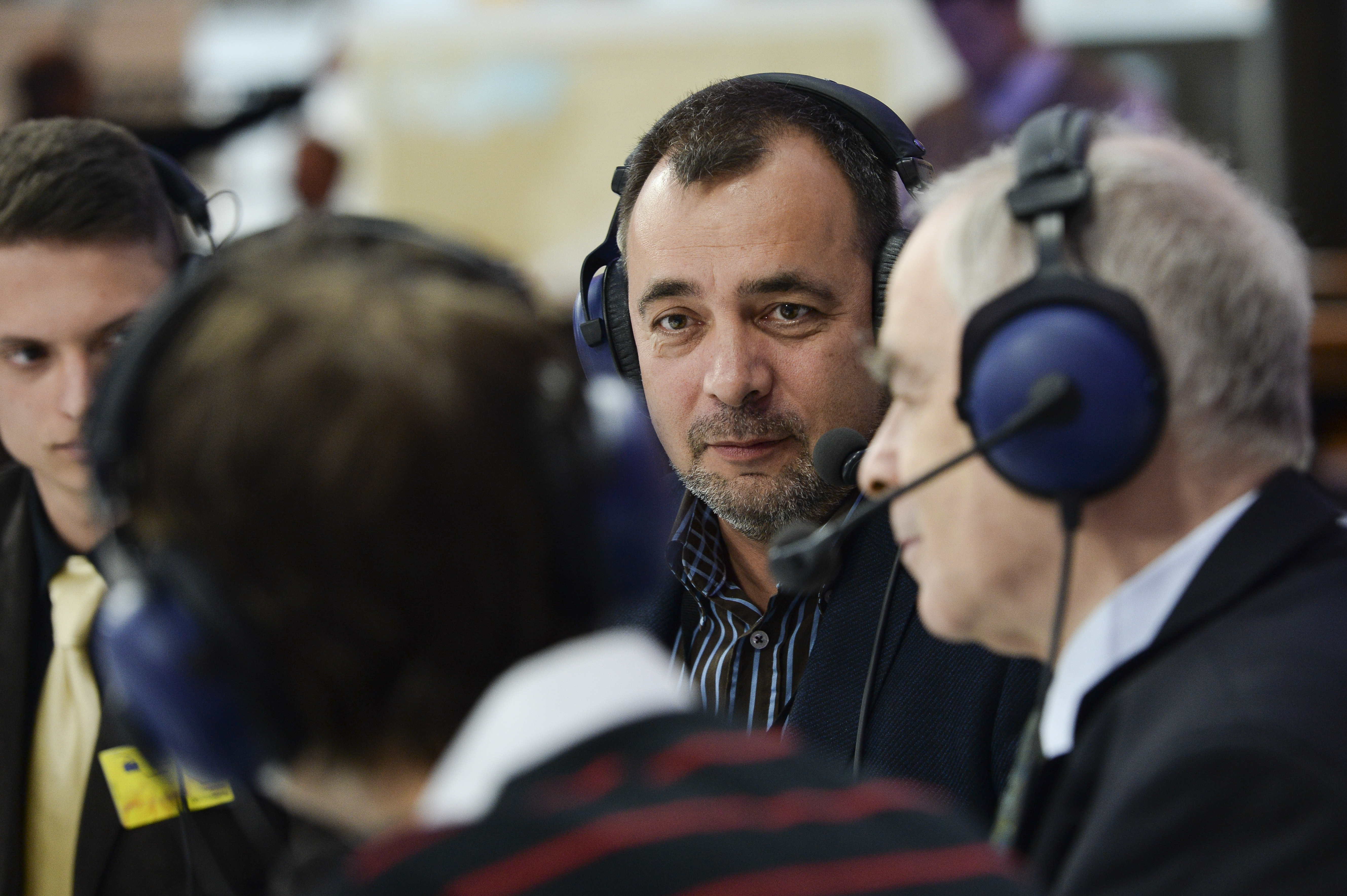
Tamás Meszerics

Tamás Meszerics (* 4. Dezember 1964 in Győr) ist ein ungarischer Politiker der Lehet Más a Politika. Er ist seit 2014 Abgeordneter im Europäischen Parlament.
Tamás Meszerics lebte ab 1973 in Budapest. Er erwarb 1990 einen Mastertitel in Englisch und Geschichte an der Eötvös-Loránd-Universität, gefolgt von Doktoraten in Zeitgeschichte in den Jahren 1996 und 2000. Er arbeitete als Assistenzprofessor für Politikwissenschaft an der Central European University.
Von 1989 bis 1995 war Meszerics Parteimitglied des Bundes Freier Demokraten. Er schloss sich 2008 der Lehet Más a Politika an, wo er bald Parteisekretär und Mitglied des politischen Komitees wurde. 2014 wurde er ins Europäische Parlament gewählt. Dort ist er Mitglied im Ausschuss für auswärtige Angelegenheiten und in der Delegation im Ausschuss für parlamentarische Kooperation EU-Russland.